# Jü Chua
Jü Chua (čín. 余华, pchin-jin: Yú Huá; * 3. dubna 1960, Chang-čou, Če-ťiang, Čínská lidová republika) je jedním z nejvýznamnějších současných čínských spisovatelů.
Jü Chuovi původně po skončení Kulturní revoluce přidělili práci zubaře, ale roku 1983 se dal na spisovatelskou dráhu a patří mezi představitele čínské avantgardy. Ve svých dílech se často zaobírá obdobím Kulturní revoluce, kterou zažil jako dítě. Charakteristickým znakem jsou otevřené opisy násilí a brutality. Za časté satirické reflexe si vysloužil kritiku komunistického režimu. Jeho prvým významným dílem byl román Žít (活着), který se stal bestsellerem a byl zfilmován slavným režisérem Čang I-mou.